# Det mörka tornet
Det mörka tornet är en fantasyserie i åtta delar av författaren Stephen King. Böckerna skrevs mellan 1982 och 2004 och är enligt King själv hans "livsverk".
Serien har huvudsakligen inspirerats av Robert Brownings dikt "Junker Roland kom till det mörka tornet" men i förordet till 2003 års upplaga av "Revolvermannen" nämner King även "Sagan om Ringen" och "Den gode, den onde, den fule" som inspirationskällor. Clint Eastwoods rollfigur Mannen utan namn nämns som en inspirationskälla till Det mörka tornets protagonist Roland Deschain.
2010 hade böckerna sålts i fler än 30 miljoner exemplar i 40 länder.

## Böckerna
De två första delarna hade tidigare utkommit på svenska under titlarna Det svarta tornet 1: Revolvermannen och Det svarta tornet 2: Följeslagarna. Med start 2006 gav dock Bra Böcker ut eposet igen, i översättning av John-Henri Holmberg. Den sista delen i serien, Det mörka tornet, kom ut på svenska 2009.
De fyra första delarna i serien har i samband med utgivningen som startade 2006, också kommit ut som ljudböcker. Alla fyra var inlästa av Torsten Wahlund. De senare delarna har på grund av kostnaden för ljudboksproduktion beslutats att inte ges ut i detta format.
År 2003 gav Stephen King ut en reviderad och utökad version av första delen. Dels innehållande nytt material, men även en del ursprungligt material som plockats bort vid den ursprungliga publiceringen. I den nya versionen passade King även på att modifiera delar av berättelsen så att den bättre stämde överens med de senare delarna i serien.
1. Det mörka tornet 1: Revolvermannen /Det svarta tornet 1: Revolvermannen (engelska The Dark Tower I: The Gunslinger), 1982 (På svenska 2006)
2. Det mörka tornet 2: De tre blir dragna/Det svarta tornet 2: Följeslagarna (engelska The Dark Tower II: The Drawing of the Three), 1987 (På svenska 2006)
3. Det mörka tornet 3: De öde landen (engelska The Dark Tower III: The Waste Lands), 1991 (På svenska 2007)
4. Det mörka tornet 4: Magiker och glas (engelska The Dark Tower IV: Wizard and Glass), 1997 (2007)
5. Det mörka tornet 5: Vargarna i Calla (engelska The Dark Tower V: Wolves of the Calla),2003 (2008)
6. Det mörka tornet 6: Sången om Susannah (engelska The Dark Tower VI: Song of Susannah), 2004 (2009)
7. Det mörka tornet 7: Det mörka tornet (engelska The Dark Tower VII: The Dark Tower), 2004 (2009)
8. Det mörka tornet 8: Vinden genom nyckelhålet (engelska The Dark Tower VIII: The Wind Through the Keyhole), 2012 (2017)

Den åttonde boken i serien släpptes under 2012. Trots att boken skrevs långt efter den sjunde (och enligt King avslutande) delen äger händelser i boken rum mellan bok 4 och 5.

### Handling

#### Revolvermannen
Boken handlar om Roland Deschain, den siste revolvermannen från Gilead, som länge har sökt efter det mörka tornet. Historien börjar med att Roland är på väg genom öknen på jakt efter Mannen i svart. Roland stöter på en man och berättar om hur han i en stad som han var i tidigare tvingades döda alla invånare, för att Mannen i svart (som också är en trollkarl) hade gjort dem galna och fått dem att försöka stoppa Roland när han skulle ge sig av från staden.
Roland fortsätter sin resa genom öknen och stöter på pojken Jake Chambers som tidigare blivit överkörd av en bil i sin egen värld och kommit att hamna mitt i öknen i detta främmande universum. Roland tar med sig pojken och de två tar sig in i ett omfattande tunnelsystem som de färdas genom i flera veckor. Roland tvingas där välja mellan att komma ifatt Mannen i svart, eller att rädda Jake från att falla till sin död – Roland väljer Mannen i Svart, och Jake dör för andra gången. Roland kommer ut ur grottan och stöter på Mannen i svart, vars namn är Walter. Walter berättar många saker för Roland som sedan somnar. När han vaknar upp igen är Walter död och många år har förflutit.

#### De tre blir dragna
Efter Rolands samtal med Walter, Mannen i Svart, har han nu kommit fram till Västerhavet. På stranden förlorar han två fingrar i en kortvarig strid mot några vattenlevande hummervarelser. Två fingrar fattigare och en infektion rikare försöker han nu ta tag i den uppgift han fick av Mannen i Svart. Att gå genom portaler mellan världar och hitta tre stycken följeslagare till sin Ka-tet (ung. Grupp sammanbunden av ödet).
Han träffar heroinisten Eddie Dean i New York år 1987.
Odetta Holmes/Detta Walker i New York år 1964. Hon är en schizofren afro-amerikansk arvtagerska som förlorade sina ben i en tunnelbaneolycka.
När Roland går genom den tredje portalen hamnar hos Jack Mort i New York år 1977. Mort är en hänsynslös man ansvarig för grymheter bortom all fantasi. När Roland hamnar hos (eg. inne i Morts hjärna) Mort bevittnar han hur Mort gör sig redo att döda Jake Chambers som Roland träffade i öknen i första boken och som dog i tunnlarna under berget. När han förhindrar detta genom att döda Jack Mort och komma tillbaka till sin värld utan följeslagare så förhindrar han också att Jake kommer till Rolands värld vid sin död i New York. I såväl Rolands som Jakes hjärnor skapas på så sätt en paradox där de inte vet om de träffade varandra eller inte.
Boken slutar med att Roland och Eddie lyckas sammanfoga Odetta/Dettas personligheter till en: Susannah Dean.

## Filmatisering
Den 8 september 2010 offentliggjorde King via sin hemsida att "Det mörka tornet" skulle filmatiseras. De sju böckerna skulle bli till tre filmer och en tv-serie på två säsonger.